# Valerio Carboni
Valerio Carboni (Reggio Emilia, 9 gennaio 1980) è un compositore, polistrumentista, cantante, fonico e produttore discografico italiano.

## Biografia
Nel 1994 termina il conservatorio di pianoforte ed inizia lo studio di basso, batteria e chitarra. Nel 1996 collabora con Silvia Mezzanotte (suonando basso e tastiere) per l'uscita degli album di Andrea Rompianesi e Davide Giannotti. Nel 1998 conosce Pietro Pivetti ed entra a far parte dei Backbeat come chitarrista e autore, con i quali pubblicherà l'album K-MIne (2001) e prenderà parte all'edizione 2001 del Pistoia Blues Festival.
Dal 2004 collabora con Antonella Lo Coco come bassista nella sua band Shadow Zone. Nel 2005 esce il suo primo album solista, L'Estate tarda ancora ad arrivare e comincia la collaborazione con Saverio Grandi e Luca Chiaravalli come arrangiatore.
Dal 2008 scrive colonne sonore per spettacoli teatrali, film e musiche per vari gruppi musicali, artisti e vari progetti (Alessandra Amoroso, Aldo, Giovanni e Giacomo, Arturo Brachetti, Marco Carta, Eugenio Finardi, Angela Finocchiaro, Lorenzo Fragola, Antonella Lo Coco, Marco Masini, Gianni Morandi, Emis Killa, Mario Biondi, Anna Tatangelo, Stadio, Nek tra gli altri).
Nel 2012 scrive le musiche per lo spettacolo Ammutta muddica di Aldo Giovanni e Giacomo (con la regia di Arturo Brachetti), spettacolo teatrale record di incassi nel 2013 con 180 000 biglietti venduti in tutta Italia, riproposto nei cinema in un'unica data/evento il 16 ottobre 2013, e trasmesso in televisione su Canale 5 in quattro puntate tra aprile e maggio 2014.
Nel 2013 compone ed arrangia la colonna sonora del film Ci vuole un gran fisico (con Angela Finocchiaro, Elio, Raul Cremona e Rosalina Neri) e collabora come autore e compositore all'album di Antonella Lo Coco Geisha, scritto insieme a Max Casacci e Luca Vicini dei Subsonica e ai Planet Funk. Leader del gruppo Karbonio14, col quale ha scritto Tra le luci bianche (2013), album che vede la collaborazione di Fabrizio Barbacci, Luca Pernici e Marco Ligabue. Si è fatto conoscere al pubblico di Internet nel 2005 con il video One Man Band video nel quale canta e suona batteria, basso, chitarra, sax e tastiere.
Nel 2014 scrive e produce il secondo album dei Karbonio14 Everest, e collabora come autore ed arrangiatore con Gianni Morandi (co-scrive il singolo per i 70 anni del cantante bolognese Io ci sono), Emis Killa (colonna sonora del film Il ricco, il povero e il maggiordomo di Aldo, Giovanni e Giacomo) e Mario Biondi. Nel 2015 è autore per Anna Tatangelo, suona in alcuni live di Patty Pravo e canta l'inno del Carpi Football Club 1909, scritto da Paolo Belli, nell'anno della prima promozione in serie A. Nello stesso anno è in tour come chitarrista con quattro ex concorrenti di X Factor 7, Michele Bravi, Fabio Santini, Aba e Violetta Zironi, nel progetto musicale X-Live. Da quell'anno, è autore e compositore per Warner Chappell Music.
Nel 2016 è autore per Alessandra Amoroso, Marco Carta, Loredana Errore, Lorenzo Fragola, e collabora come tastierista per gli Stadio curando inoltre la pre-produzione del brano vincitore del Festival Di Sanremo 2016 Un giorno mi dirai). Nel 2017 arrangia insieme ad Emiliano Cecere il musical Musica ribelle con le musiche di Eugenio Finardi, ed è autore per Marco Masini, Carmen Alessandrello e Le Deva.
Nel 2018 è autore per Zibba e Almalibre e per Luca Carboni, co-scrivendo il singolo Una grande festa, che raggiunge la prima posizione assoluta dei brani più trasmessi nelle radio italiane, e diventa il 2º brano più trasmesso dalle radio italiane nel 2018. 
Nel 2019 è autore per Le Vibrazioni, Mietta, Antonella Lo Coco, Eliza G (vincitrice del Cerbur De Aur, principale concorso canoro internazionale rumeno, con la canzone Altro che favole) e i We The Savages.
Nel 2020 è autore per Marco Masini, Nek, Seryo, Mietta, Luca Carboni, e scrive alcune musiche per il film Burraco fatale, uscito nelle sale il primo ottobre 2020 per Rai Cinema e Morocco Cinema Group. 
Nel 2021 è autore e produttore per Nek, Paolo Belli (coautore e coproduttore del singolo Siamo La Fine Del Mondo, usato dalla Nazionale di Calcio Italiana come inno per gli Europei di Calcio 2020), Eliza G (con la quale arriva al secondo posto al Kenga Majike 2021 con la canzone A un passo dal deserto), Francesco Facchinetti e Mietta
Nel 2022 scrive le musiche del film I Cassamortari (regia di Claudio Amendola, con Massimo Ghini, Lucia Ocone, Sonia Bergamasco, Gianmarco Tognazzi, Piero Pelù e altri), ed è autore ed arrangiatore per Piero Pelù, Noe Tommasini (è coautore e produttore artistico del brano Egonauta, che vince il premio Lunezia 2022), Bianca Atzei, Legno, Anggun, Lorenzo Licitra, Pierangelo Bertoli ed Alberto Bertoli.
Dal 2023 è direttore musicale e musicista sul palco del World Tour "A Night with Matteo ...", il tour mondiale di Matteo Bocelli,  che lo ha portato ad esibirsi in Australia, Nord e Sud America, Asia ed Europa, ed è attualmente in corso.
Co-Arrangia l’album di Luca Frigeri Connessione Spirituale 
Nel 2024 scrive per Bianca Atzei ed è compositore delle musiche del film Ari-Cassamortari, con la Regia di Claudio Amendola, e con Massimo Ghini, Luca Bizzarri, Paolo Kessisoglu, Caterina Guzzanti, Lucia Ocone, Gianmarco Tognazzi ed altri.

## Discografia
- (2001) BackBeat: K-Mine (Album, composizione, chitarra, tastiera, arrangiamenti, mix, mastering) / Urlo Music, Sony Music
- (2010) B-Sharp[11]: Or Just Try To (Album, composizione, pianoforte, tastiera, chitarra, arrangiamenti, mix, mastering) / Kalambur Publishing
- (2012) Aldo, Giovanni e Giacomo: Ammutta muddica (regia di Arturo Brachetti) (scrittura musiche, esecuzione, pianoforte, tastiera, batteria, chitarra, basso, voce, arrangiamenti, mix, mastering)
- (2013) Medusa AGIDI: Ci vuole un gran fisico ' (con Angela Finocchiaro, Elio, Antonella Lo Coco, Raul Cremona, Giovanni Storti) (composizione colonna sonora, esecuzione, pianoforte, tastiera, batteria, chitarra, basso, voce, arrangiamenti, mix)
- (2013) Antonella Lo Coco: Geisha (album, co-scrittura, arrangiamento insieme a Planet Funk, Luca Vicini e Max Casacci dei Subsonica)
- (2013) Antonella Lo Coco: Nuda Pura Vera (Warner Chappel Music) (autore)
- (2013) Karbonio14: Tra le luci bianche[12] (Album, scrittura, pianoforte, voce, chitarre, mix)
- (2013) Karbonio14: istanze accese (autore, arrangiamenti, pianoforte, chitarra, voce)
- (2013) Karbonio14: Un tuffo dentro al cielo (autore, arrangiamenti, pianoforte, chitarra, voce)
- (2013) Aldo, Giovanni e Giacomo: Ammutta muddica al cinema[13] (regia di Morgan Bertacca) (scrittura musiche, esecuzione, pianoforte, tastiera, batteria, chitarra, basso, voce, arrangiamenti, mix, mastering)
- (2014) Karbonio 14: Everest (album, scrittura, pianoforte, tastiera, voce, sintetizzatore, programmazione, mix, mastering, produzione)
- (2014) Karbonio 14: Fa che sia per sempre (Molto Recordings) (autore, produzione, arrangiamenti, voce)
- (2014) Karbonio 14: Per mille anni ancora (Molto Recordings) (autore, produzione, arrangiamenti, voce)
- (2014) Roberta Pompa': Favola imperfetta (Music Association) (Coautore, pianoforte)
- (2014) [Gianni Morandi]: Io ci sono (Sony Music Italy) (autore con Gianni Morandi, Emiliano Cecere e Saverio Grandi, arrangiatore)
- (2014) Karbonio 14: Come ogni volta (Moltopop / Warner Music) (autore, produzione, arrangiamenti, voce)
- (2014) Emis Killa ft. Antonella Lo Coco: Che abbia vinto o no (colonna sonora del film Il ricco, il povero e il maggiordomo di Aldo, Giovanni e Giacomo) (Carosello) (autore)
- (2015) Anna Tatangelo: Gocce di cristallo (GGD EDIZIONI srl) (autore con Marco Ciappelli, Oscar Angiuli e Emiliano Cecere)
- (2015) Karbonio 14 ft. Antonella Lo Coco: Se tu lo vuoi (Moltopop/Warner Chappell Music) (Coautore, produzione, arrangiamenti, voce)
- (2015) Salvo Castagna: I nostri sbagli (Smart Record) (autore, arrangiamenti)
- (2016) Alessandra Amoroso: Mi Porti Via Da Me (Sony Music) (autore con Andrea Amati)
- (2016) Lorenzo Fragola: Scarlett Johansson (Sony Music) (Pre-produzione, autore con Lorenzo Fragola, Andrea Amati ed Ermal Meta, arrangiamento)
- (2016) Marco Carta: Stelle (Warner Music) (autore)
- (2016) Salvo Castagna: I nostri sbagli (autore, produzione artistica, registrazioni e mix)
- (2016) Stadio: Tutti contro tutti (feat. Vasco Rossi) (Universal Music) (Tastiere, programmazioni ed effetti sonori)
- (2016) Loredana Errore: Se domani sei con me (Isola Degli Artisti) (autore con Marco Ciappelli e Andrea Amati, pre-produzione)
- (2017) Marco Masini: Qualcosa che cercavi altrove (Sony Music) (autore con Marco Masini, Francesco Morettini e Antonio Iammarino, pre-produzione
- (2017) Le Deva: Semplicemente io e te (New Music International) (autore, pre-produzione)
- (2017) Carmen Alessandrello: Via da qui, al centro esatto di una nuvola, Totalmente Dipendente (Fonoprint Studios) (autore, pre-produzione)
- (2018) Zibba e Almalibre: Un altro modo (Coautore)
- (2018) Luca Carboni: Una grande festa (autore con Luca Carboni, Federica Camba e Daniele Coro)
- (2019) We The Savages: Super Sexy Girls (coautore, arrangiatore, produttore)
- (2019) Eliza G: Altro che favole (coautore, coarrangiatore), vincitrice del "Cerbul de Aur 2019"[10]
- (2019) Antonella Lo Coco: Felici in due (coautore)
- (2019) Le Vibrazioni: L'amore mi fa male (coautore)
- (2019) Mietta: Milano è dove mi sono persa (coautore, coarrangiatore, coproduttore artistico)
- (2019) Nèra: La cosa più bella che ho (coautore, arrangiatore, produttore artistico)
- (2019) Mietta: Cloro (coautore, coarrangiatore, coproduttore artistico)
- (2020) Marco Masini: Fra la pace e l'inferno (coautore, coarrangiatore)
- (2020) Nek: Perdonare (coautore, coarrangiatore)
- (2020) Mietta: Spritz Campari (coautore, coproduttore)
- (2020) Luca Carboni: La canzone dell'estate (coautore, coarrangiatore)
- (2020) Fenix Entertainment: Burraco fatale[14](con Angela Finocchiaro, Caterina Guzzanti, Loretta Goggi, Claudia Gerini) (co-composizione colonna sonora, esecuzione, arrangiamento, voce)
- (2020) Valerio Carboni: Burraco fatale (coautore, produzione artistica, arrangiamento, esecuzione e voce)
- (2020) Seryo: ''C'è posta per te, Bad Boy, Per un po' di metadone (coautore, coproduzione artistica)
- (2021) Nek: Un'estate normale (produzione artistica, arrangiamento, esecuzione)
- (2021) Paolo Belli: Siamo la fine del mondo (coautore, coarrangiatore, coproduzione artistica)
- (2021) Eliza G: A un passo dal deserto (coautore, coarrangiatore, coproduzione artistica)
- (2021) Silvia Salemi: I sogni nelle tasche (coautore, coarrangiatore)
- (2021) Francesco Facchinetti: 10 agosto (coautore, coarrangiatore)
- (2021) Mietta: Milano Bergamo (coautore, arrangiatore e produzione artistica)
- (2022) Paco Cinematografica: I cassamortari (regia di Claudio Amendola, con Massimo Ghini, Lucia Ocone, Sonia Bergamasco, Gianmarco Tognazzi, Piero Pelù e altri) composizione colonna sonora, esecuzione, pianoforte, tastiera, batteria, chitarra, basso, voce, flauto dolce, contrabbasso, arrangiamenti, mix)
- (2022) Piero Pelù: Sete di vita (produzione artistica, arrangiamento, esecuzione, mix)
- (2022) Noe Tommasini: Egonauta (vincitrice del Premio Lunezia 2022, produzione artistica, coautore, arrangiamento, mix, mastering)
- (2022) Alberto Bertoli e Pierangelo Bertoli : Due Voci Intorno A un Fuoco (registrazione, mix, mastering)
- (2022) Alberto Bertoli e Pierangelo Bertoli : Star Con Te (produzione artistica, arrangiamento, esecuzione, mix, mastering)
- (2022) Bianca Atzei e Legno: John Travolta (coautore, co-arrangiatore)
- (2022) Lorenzo Licitra e Anggun : Eli Hallo (produzione artistica, esecuzione, arrangiamento, mix, mastering)
- (2024) Paco Cinematografica: Ari-Cassamortari (regia di Claudio Amendola, con Massimo Ghini, Lucia Ocone, Sonia Bergamasco, Gianmarco Tognazzi, Piero Pelù e altri) composizione colonna sonora, esecuzione, pianoforte, tastiera, batteria, chitarra, basso, voce, flauto dolce, contrabbasso, arrangiamenti, mix)
- (2024) Bianca Atzei ft. Tormento: Le Canzoni Di Vasco (coproduzione artistica, coautore)

## Produzioni e partecipazioni
- (2010) Papeete Beach Lounge Vol5 (voce, coautore, composizione, arrangiamenti)
- (2011) Papeete Beach Lounge Vol6 (voce, coautore)
- (2012) Papeete Beach Lounge Vol7[15] (voce e coautore)
- (2014) Mario Biondi: Please Come Home For Christmas (Sony Music Italy) (arrangiatore)
- (2015) Inno Carpi Football Club 1909 (voce)
- (2016) Stadio: Miss nostalgia (Universal Music) (Tastiera, programmazione ed effetti sonori)
- (2016) Stadio: Un giorno mi dirai (Universal Music, vincitore del Festival di Sanremo 2016) (Pre-produzione, arrangiamento)
- (2017) TodoModo: Musica ribelle - La forza dell'amore (Musical sulle musiche di Eugenio Finardi) (Arrangiamenti)
- (2018) Federico Stragà: Guardare fuori (Alman Records) (Registrazione, mix, arrangiamento, produzione artistica, basso, tastiera, chitarra e programmazione)
- (2020) Parmigiano Reggiano: Spot Natale 2020 (Voce, registrazione, mix, contrabbasso, pianoforte, chitarra)
- (2021) Parmigiano Reggiano: Spot Natale 2021 (Voce, registrazione, mix, contrabbasso, pianoforte, chitarra)
- (2023) Nintendo Switch: Spot Natale 2023 (Voce, registrazione, mix, contrabbasso, pianoforte, chitarra)